# Hotel DUM
TVM Tower (dříve Hotel DUM) je jednadvacetipatrová výšková budova v Praze 4 – Modřanech v ulici Kutilova 3061/2. Výška budovy činí 69 metrů.
Budova TVM Tower je využívána pro dlouhodobé ubytování zaměstnanců, státních úředníků a studentů.  Po domluvě s MČ Praha 12 byla i část budovy využívána jako sociální bydlení. V objektu je 240 dvoupokojových apartmánů, dva společenské sály, kde se v minulosti pořádaly plesy Prahy 12 a v 19.patře studovna s krásnými výhledy do okolí. Celková ubytovací kapacita všech apartmánů v budově je 900 osob. Každý apartmán má k dispozici sociální zařízení. Na každém podlaží objektu je společná kuchyně, jídelna a prádelna. Ubytovaným jsou poskytovány služby hotelového typu: úklid, praní prádla, catering. V celé budově je přístupný internet – wi-fi.  
Do TVM TOWER se vstupuje přes recepci 24/7 a čipové karty. V přízemí se nachází vývařovna – bistro Dobrý jídlo a několik ordinací: Neurologie, fyzioterapie, psychoterapie, psychologie, stomatologie. 
V budově je také umístěn automatizovaný externí defibrilátor (AED)

## Historie budovy
Postavena byla v polovině osmdesátých let podle projektu Ing. arch. Míči, původně jako ubytovna zahraničních dělníků. Po dokončení však sloužila jako ubytovna mimopražských učitelů, kteří pracovali v hlavním městě. Odtud vznikl i název budovy, jako zkratka Dům učitelů Modřany.
Po listopadu 1989 byla budova přestavěna na tříhvězdičkový hotel s 220 apartmány a tomuto účelu slouží dodnes. Hotel do roku 2010 provozovala společnost HOGAS s.r.o., od roku 2010 do června 2012 ho provozovala stavební společnost KB system CZ, a.s. se záměrem zde vybudovat domov pro seniory. Pro neochotu Magistrátu hl. m. Prahy se záměr nepodařilo realizovat a ztrátový provoz hotelu byl po dvou letech neúspěšného vyjednávání s úředníky hl. m. Prahy ukončen.
V prosinci roku 2016 uzavřel magistrát hlavního města Prahy nájemní smlouvu se společností TVM Net s.r.o. na 10 let s obcí. Společnost TVM Net začala od roku 2016 s postupnou rekonstrukcí interiérů, výměnou oken a také s údržbou a rekultivací okolní zeleně.

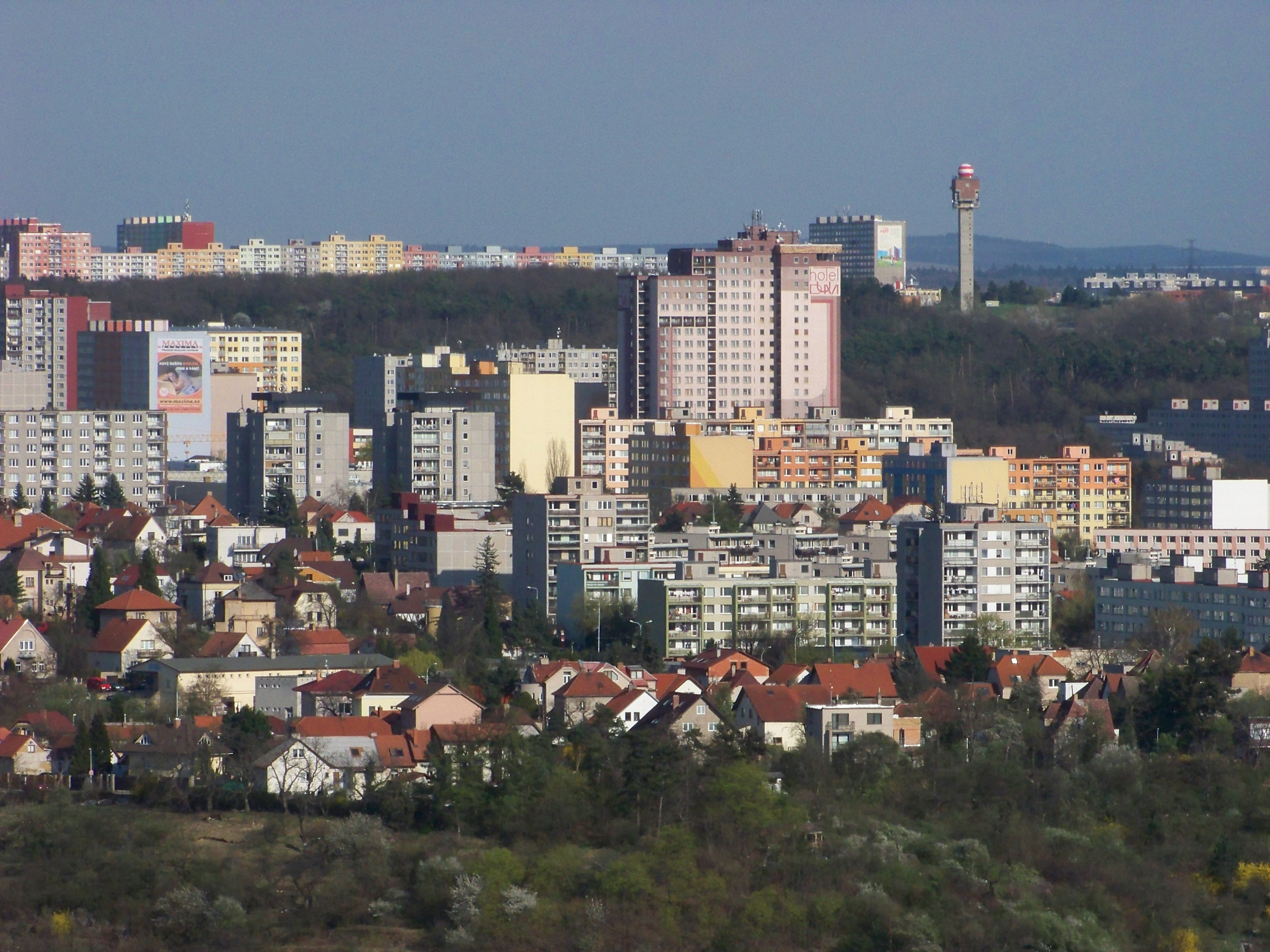
Pohled od kostela sv. Jana Nepomuckého v Chuchelském háji
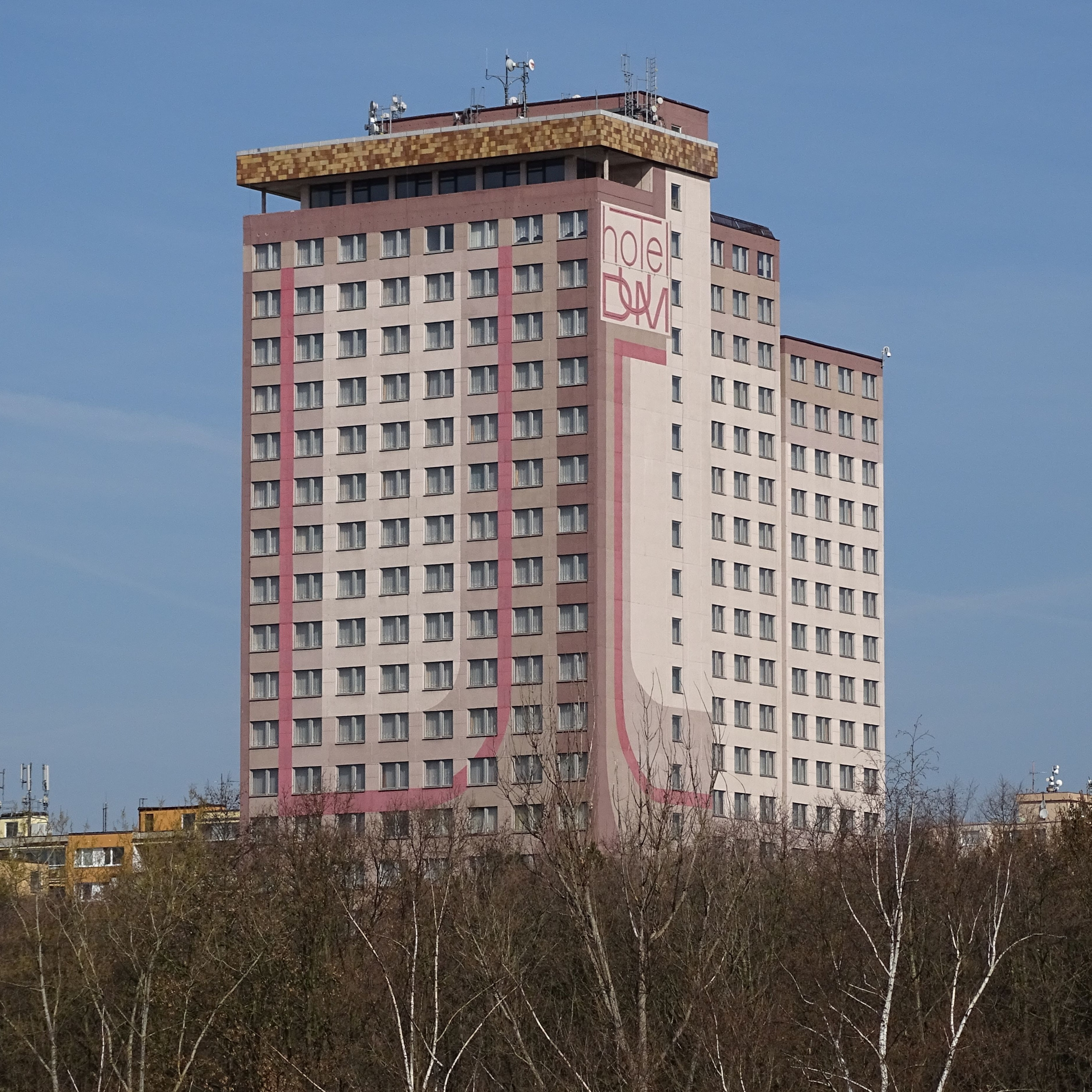
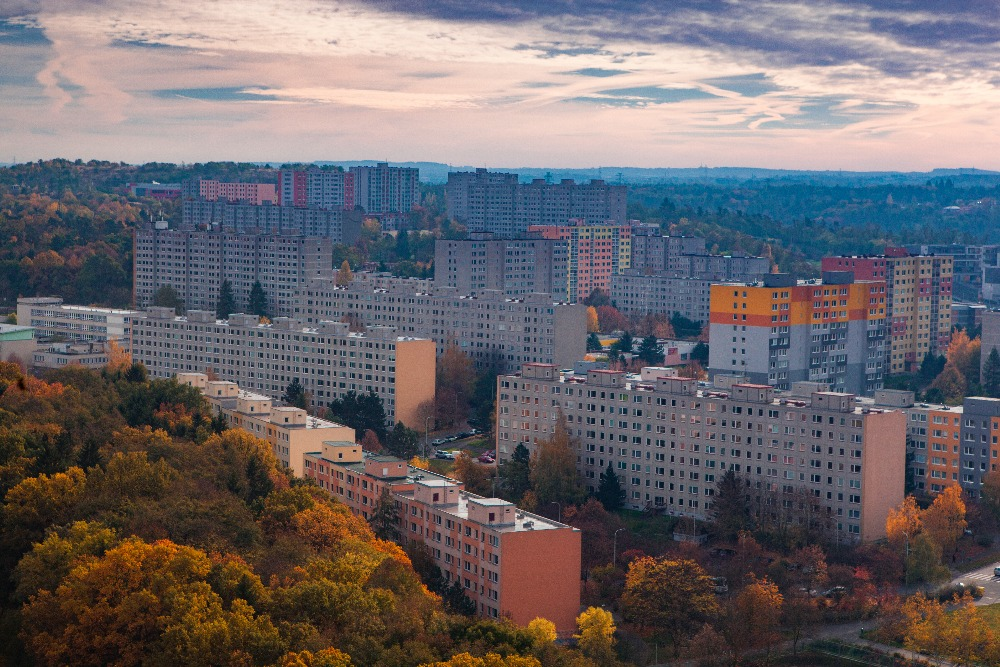
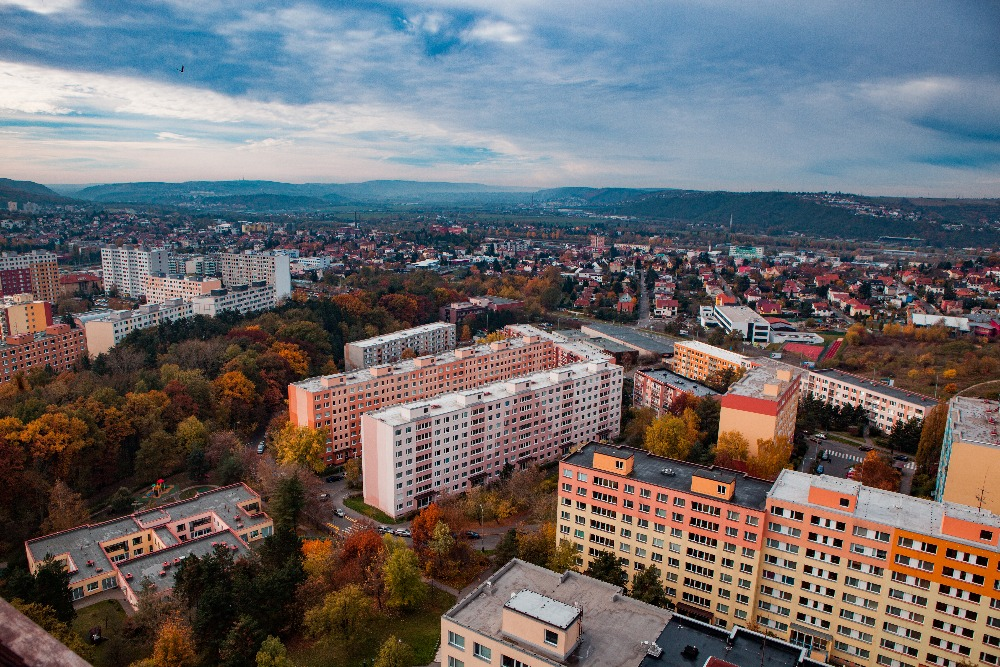
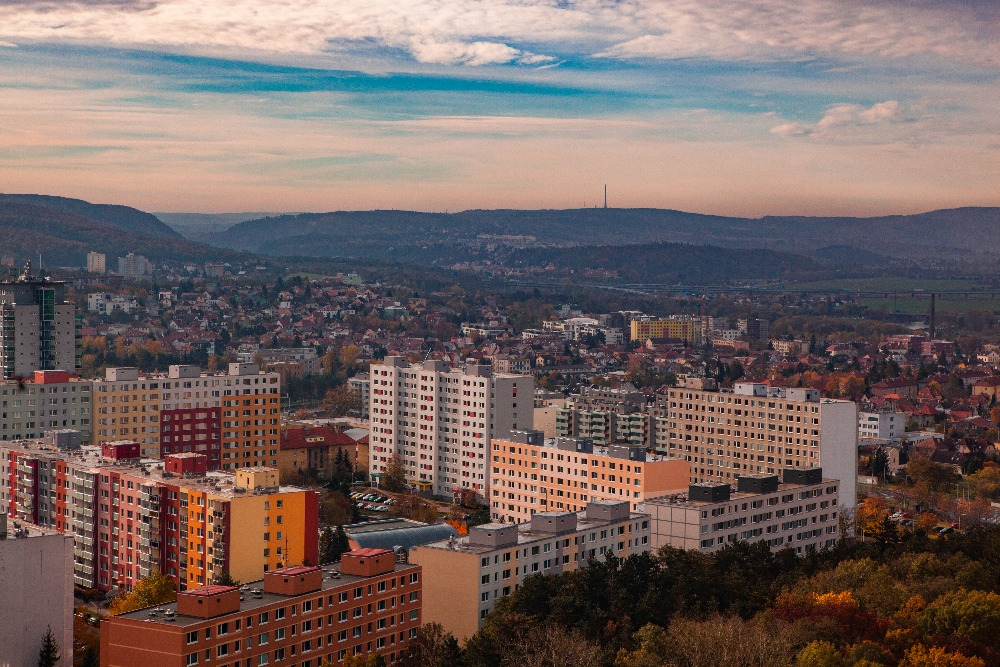
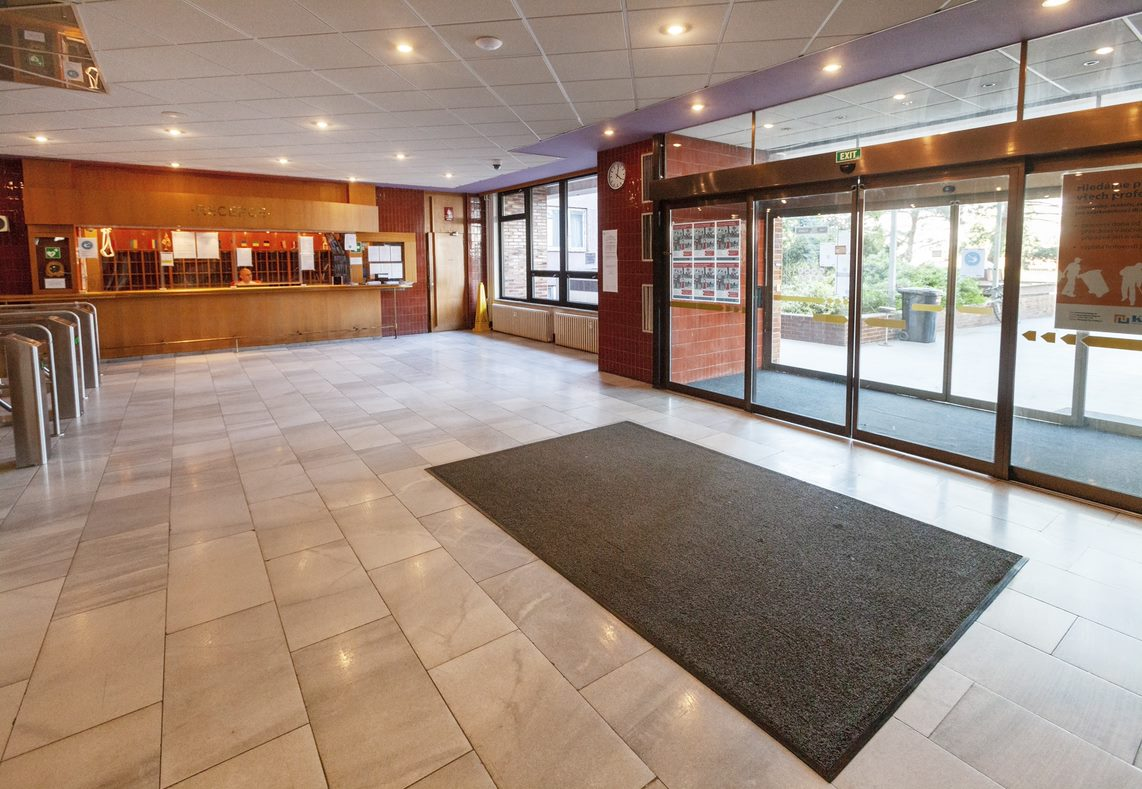
Vstup do budovy – recepce 24/7
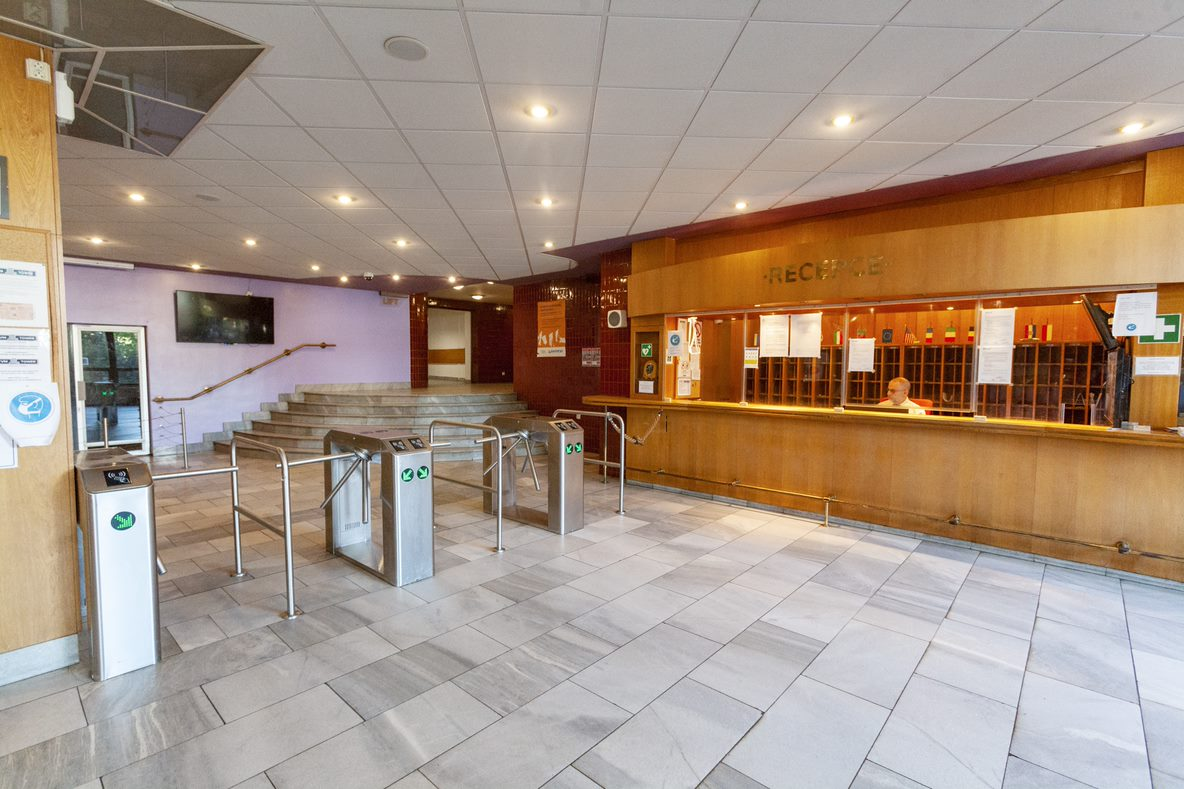
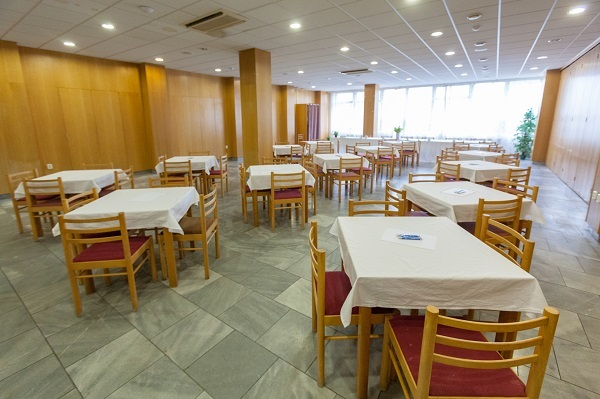
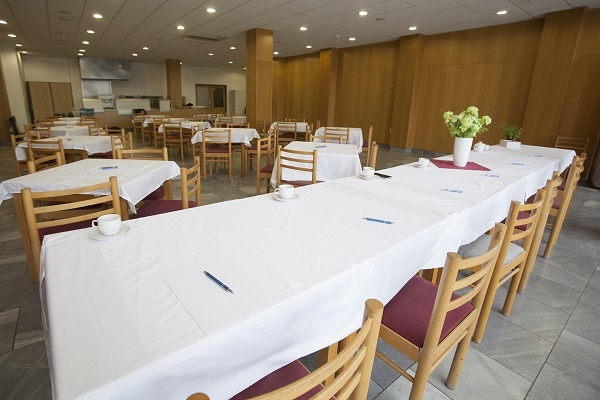
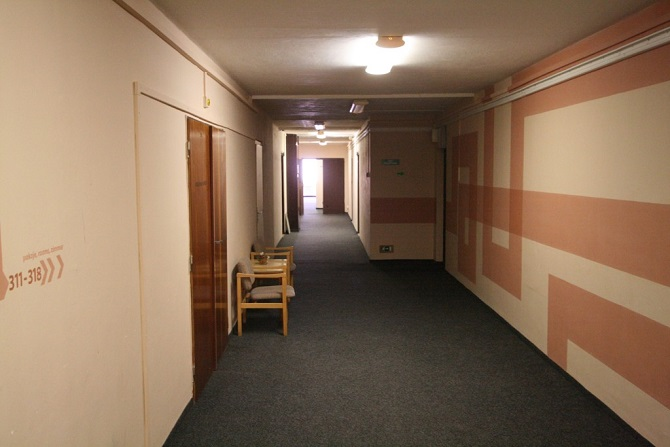
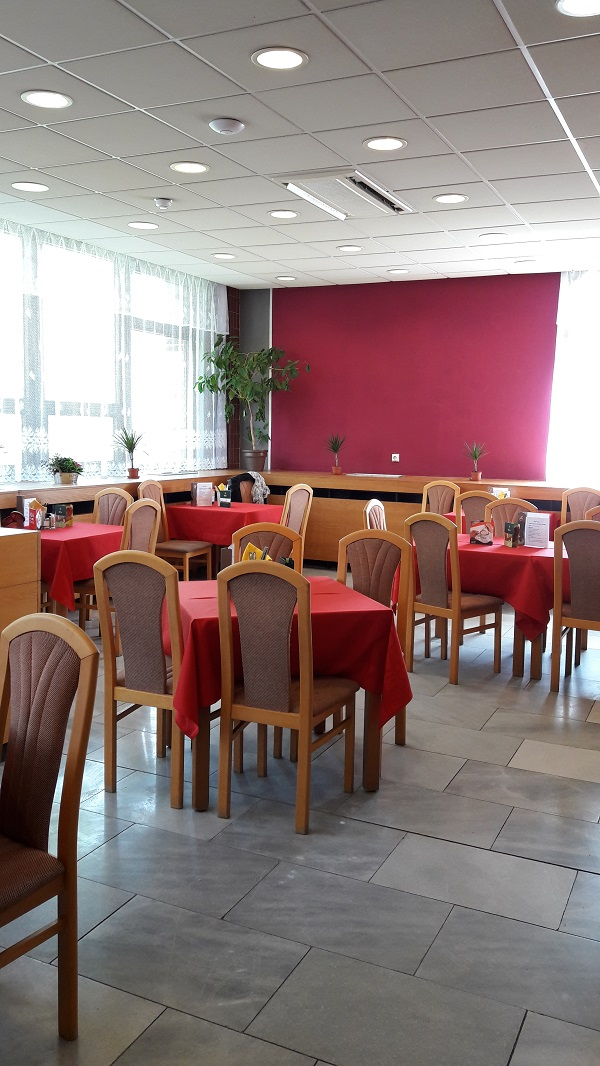
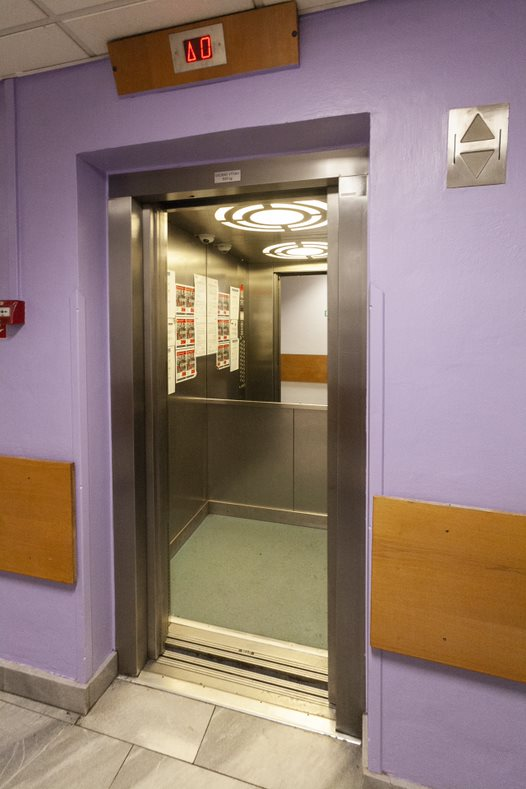
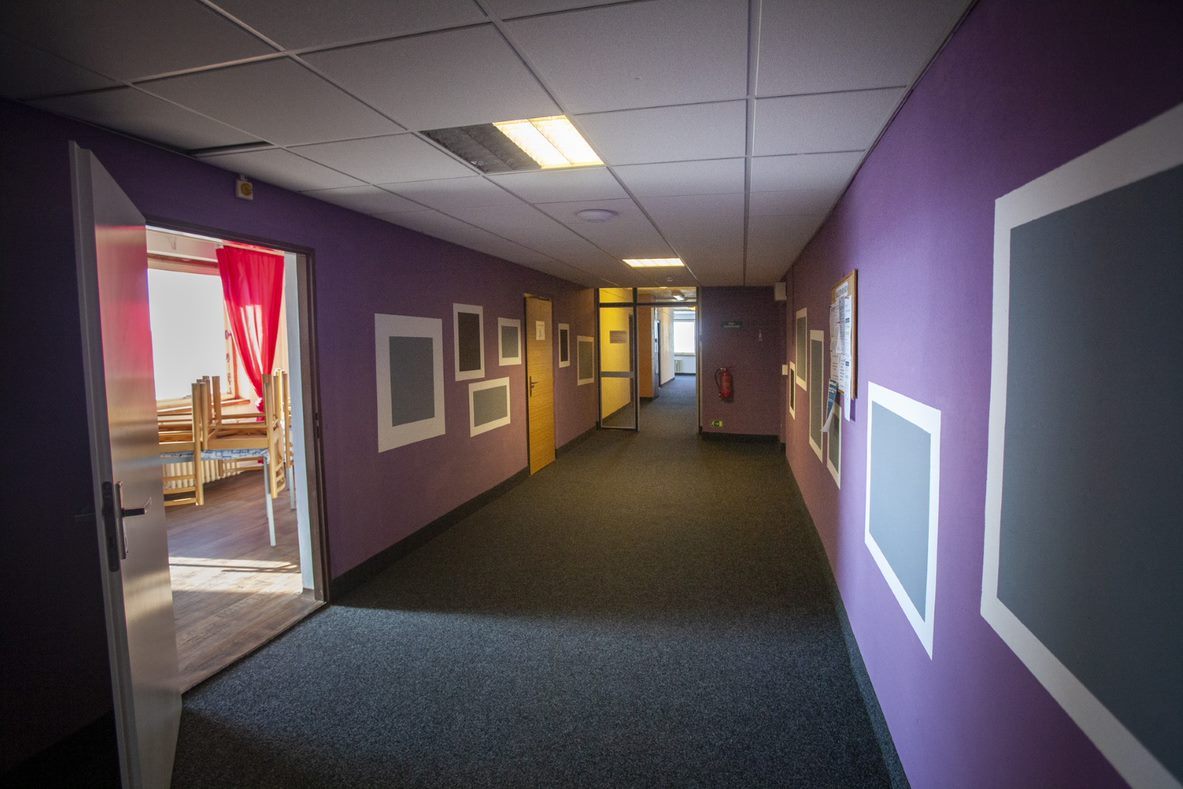
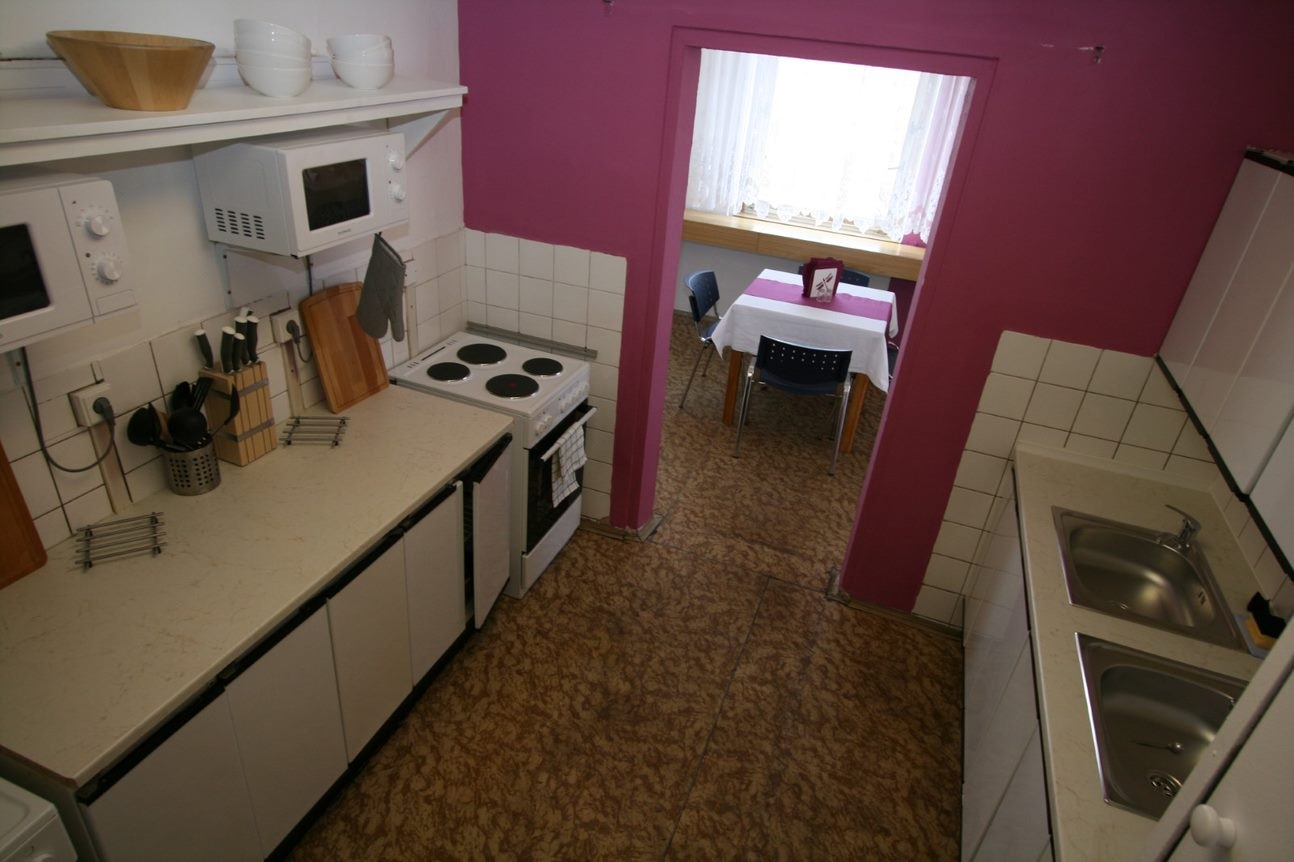
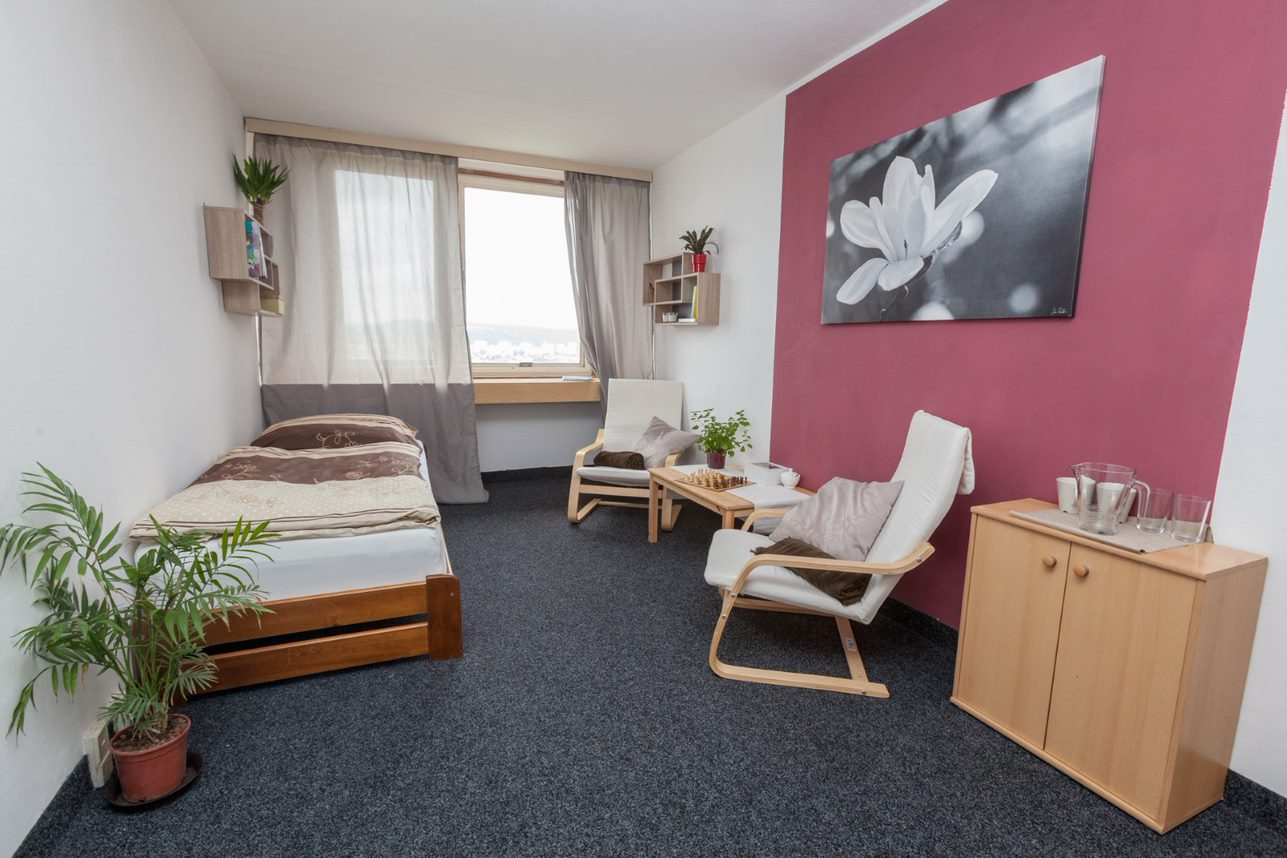
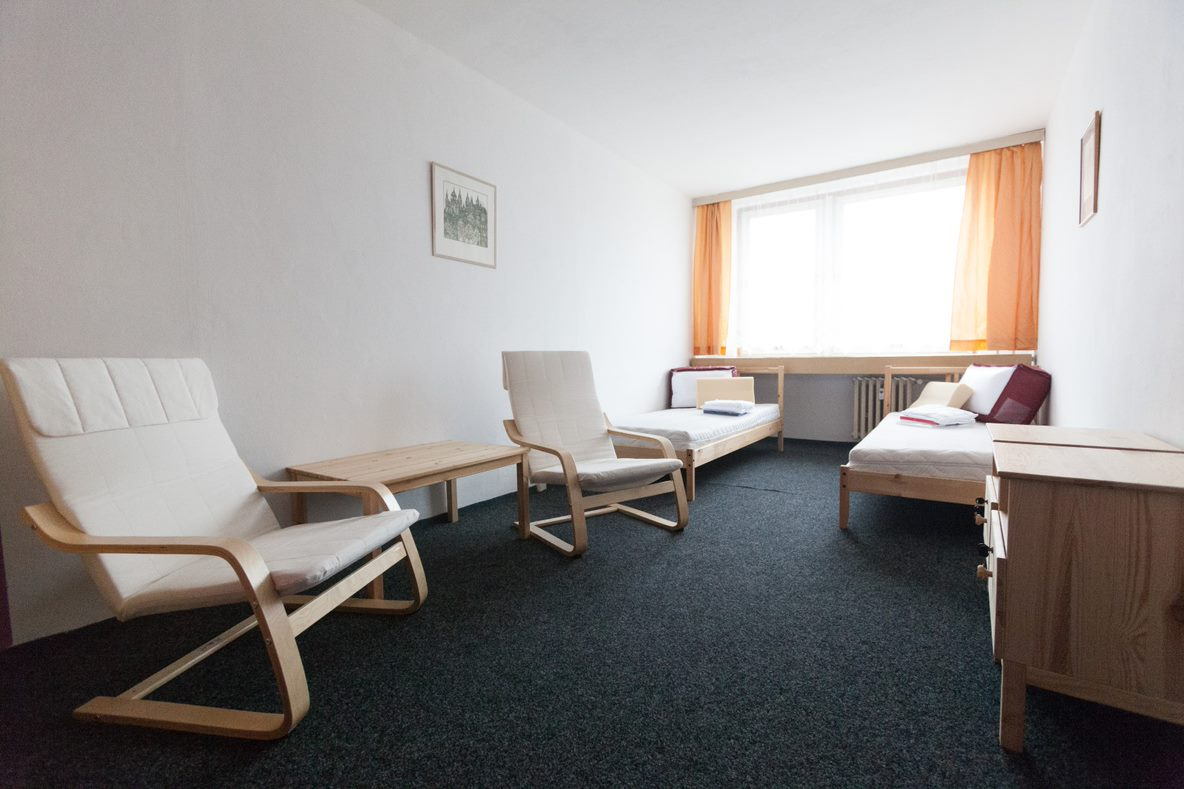
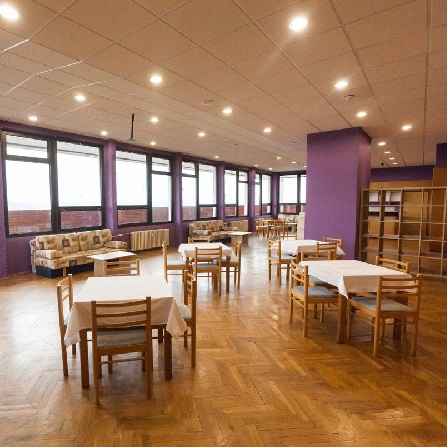